# Z Leporis
Z Leporis är en kortperiodisk förmörkelsevariabel av Algol-typ (E) i stjärnbilden Haren.
Stjärnan har en fotografisk magnitud som varierar mellan +11,1 och 12,5 med en period av 0,993715 dygn.